# Шалом алейхем (песня)
Шало́м але́йхем (от ивр. שָׁלוֹם עֲלֵיכֶם‎ — «мир вам») — традиционная песня (пиют), которую иудеи поют каждый вечер пятницы после молитвы в синагоге и возвращения домой. Она обозначает наступление субботы и приветствует ангелов, которые провожают человека домой после пятничного вечернего богослужения в синагоге.

## Текст
Текст песни был написан каббалистами Цфата в конце XVI — начале XVII веков. Впервые он был напечатан в книге Tikkune Shabbat, изданной в Праге в 1641 году. В ашеназских общинах четвёртую строку не произносят, если в семье есть напряжённые отношения между супругами.

Мир вам, гонцы услужения, ангелы Всевышнего, от Царя царей царствующих, Святого, Благословенного!
Входите с миром, гонцы усмирения, ангелы Всевышнего, от Царя царей царствующих, Святого, Благословенного!
Благословите меня миром, гонцы усмирения, ангелы Всевышнего, от Царя царей царствующих, Святого, Благословенного!
Выходите с миром, гонцы усмирения, ангелы Всевышнего, от Царя царей царствующих, Святого, Благословенного!
Оригинальный текст (иврит)שָׁלוֹם עֲלֵיכֶם מַלְאֲכֵי הַשָּׁרֵת מַלְאֲכֵי עֶלְיוֹן / מִמֶּלֶךְ מַלְכֵי הַמְּלָכִים הַקָּדוֹשׁ בָּרוּךְ הוּא

בּוֹאֲכֶם לְשָׁלוֹם מַלְאֲכֵי הַשָּׁלוֹם מַלְאֲכֵי עֶלְיוֹן / מִמֶּלֶךְ מַלְכֵי הַמְּלָכִים הַקָּדוֹשׁ בָּרוּךְ הוּא

בָּרְכוּנִי לְשָׁלוֹם מַלְאֲכֵי הַשָּׁלוֹם מַלְאָכִי עֶלְיוֹן / מִמֶּלֶךְ מַלְכֵי הַמְּלָכִים הַקָּדוֹשׁ בָּרוּךְ הוּא

צֵאתְכֶם לְשָׁלוֹם מַלְאֲכֵי הַשָּׁלוֹם מַלְאָכִי עֶלְיוֹן / מִמֶּלֶךְ מַלְכֵי הַמְּלָכִים הַקָּדוֹשׁ בָּרוּךְ הוּא‎